# 字限図
字限図（あざきりず、じげんず、あざかぎりず）とは明治時代に作られた地図の一種。字切図・字図・字限地図・字限絵図とも呼ばれる。

## 概要
1873年の地租改正に伴い、字単位で作成された地図。近世以降の検地帳についても土地一筆毎の字名が記されているが、字限図は検地帳一筆毎の測量を元に作成された地図である点が異なる。地租改正の際、各村または字の一地一筆ごとに番号をつけ測量を行い、一筆毎の見取図（野取図・一筆限図）を作成する地押測量の結果得られた見取図を連合し、一字単位に区切った字の見取図を作成した。測量には十字法、三斜法が使用され、多くが目測・歩測によって行われた。この際の誤差は30分の1まで許容された。この図が字限図であり、この字限図は地引帳と共に管轄庁に提出された。『地租改正報告書』における字限図の雛型には字毎に字名・反別・地目別内訳が、一筆毎に番号・地目・反別が示されている。ただし、明治初期の図は団子図であり、正確さに欠ける。字限図は地押調査図や国土調査法の地籍調査に基づく地図と共に地籍図と呼ばれることがある。字限図は公図を作成する基礎的な地図として使用された。また、地租改正図の別称と説明される場合があるが、地租改正図には村単位の村限図も含まれるため、正確ではない。（字限図は地租改正図の一部であるが、同じではない）